# Чхонсон
Чхонсо́н (кор. 청송군?, 靑松郡?, Cheongsong-gun — Чхонсо́н-гун) — уезд в провинции Кёнсан-Пукто, на востоке Республики Корея.
Чхонсо́н известен как "Столица яблок Южной Кореи".

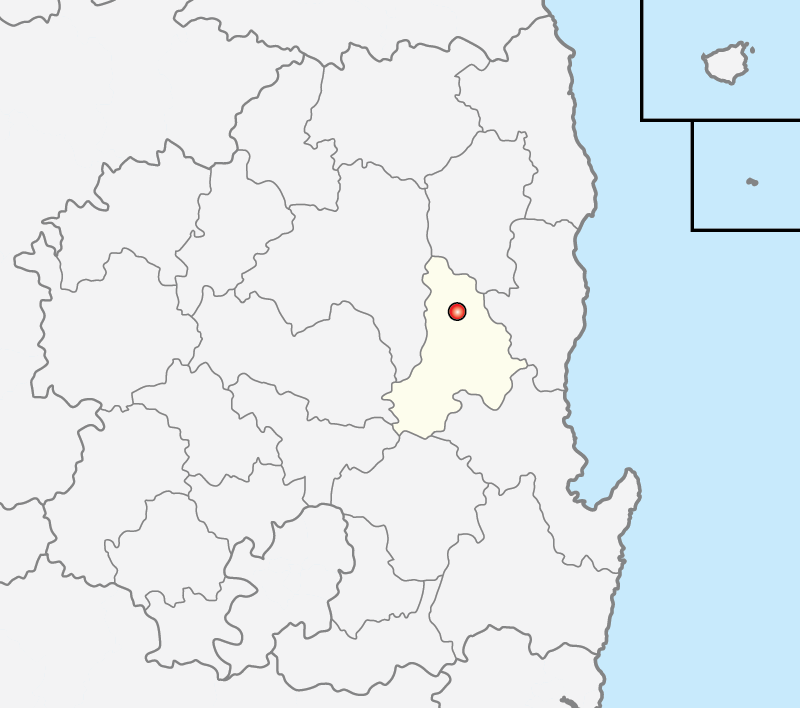

## Административное деление
Включает один «ып» (읍, уездный город) и семь «мёнов» (면, волостей).

## Экономика
Сельское хозяйство
Чхонсон известен своими яблоками, которые продаёт по всей Южной Корее, в том числе в Сеуле. Ранее в Чхонсоне было большое разнообразие яблок, но сейчас производят в основном яблоки сорта «Закат». Ещё один известный продукт Чхонсона — перец «Чхонъян», корейский острый перец чили.

## Население
| Год  | Население |
| ---- | --------- |
| 1960 | 74153     |
| 1966 | 87030     |
| 1970 | 81855     |
| 1975 | 81539     |
| 1980 | 64520     |
| 1985 | 56225     |
| 1990 | 43756     |
| 1995 | 35061     |
| 2000 | 31302     |
| 2005 | 26630     |
| 2010 | 24008     |
| 2013 | 26470     |
| 2017 | 26223     |

## Галерея

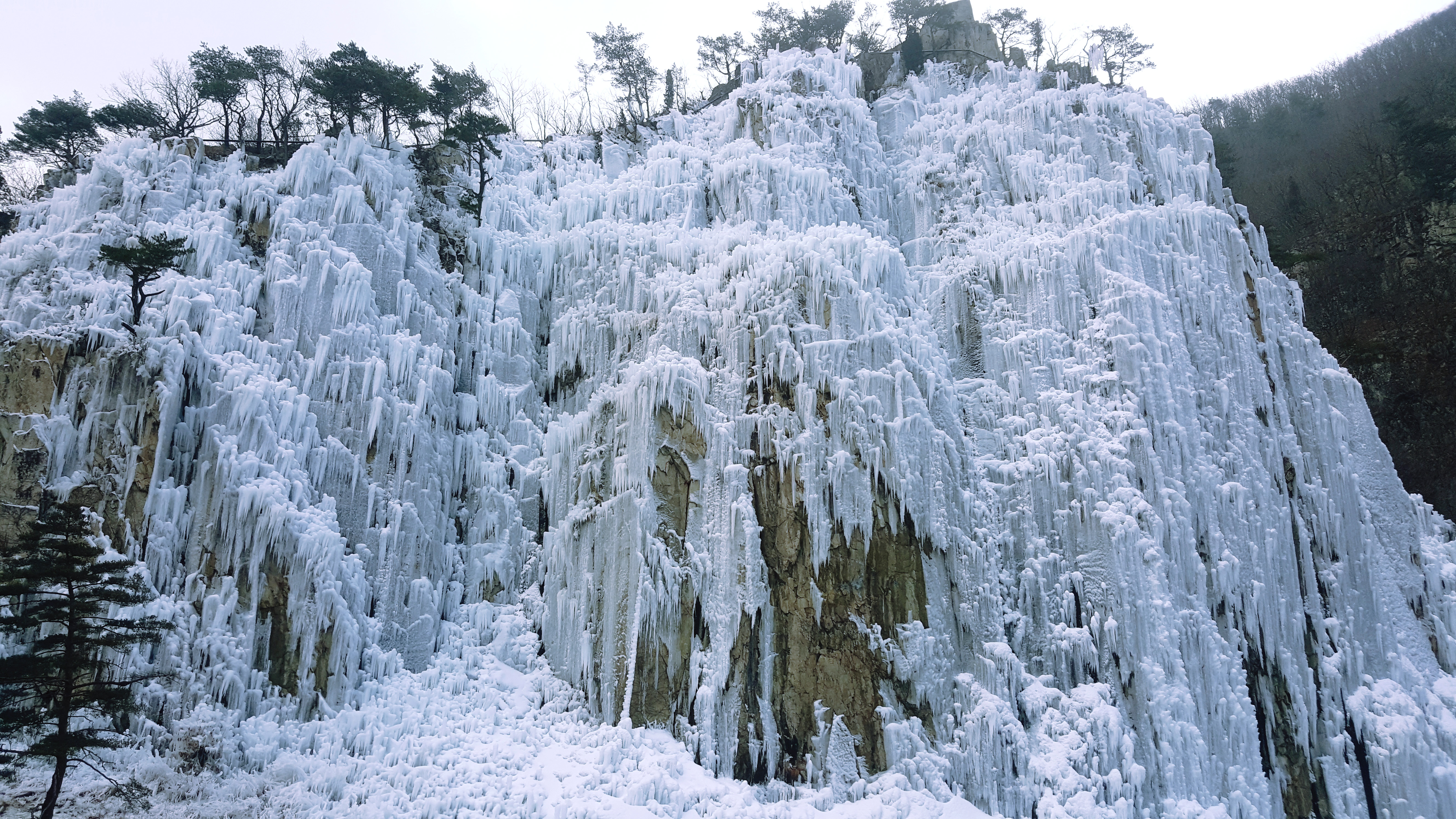
Ледяная долина в уезде Чхонсон (Национальный геопарк Чхонсон) (청송 얼음골 (청송 국가지질공원)
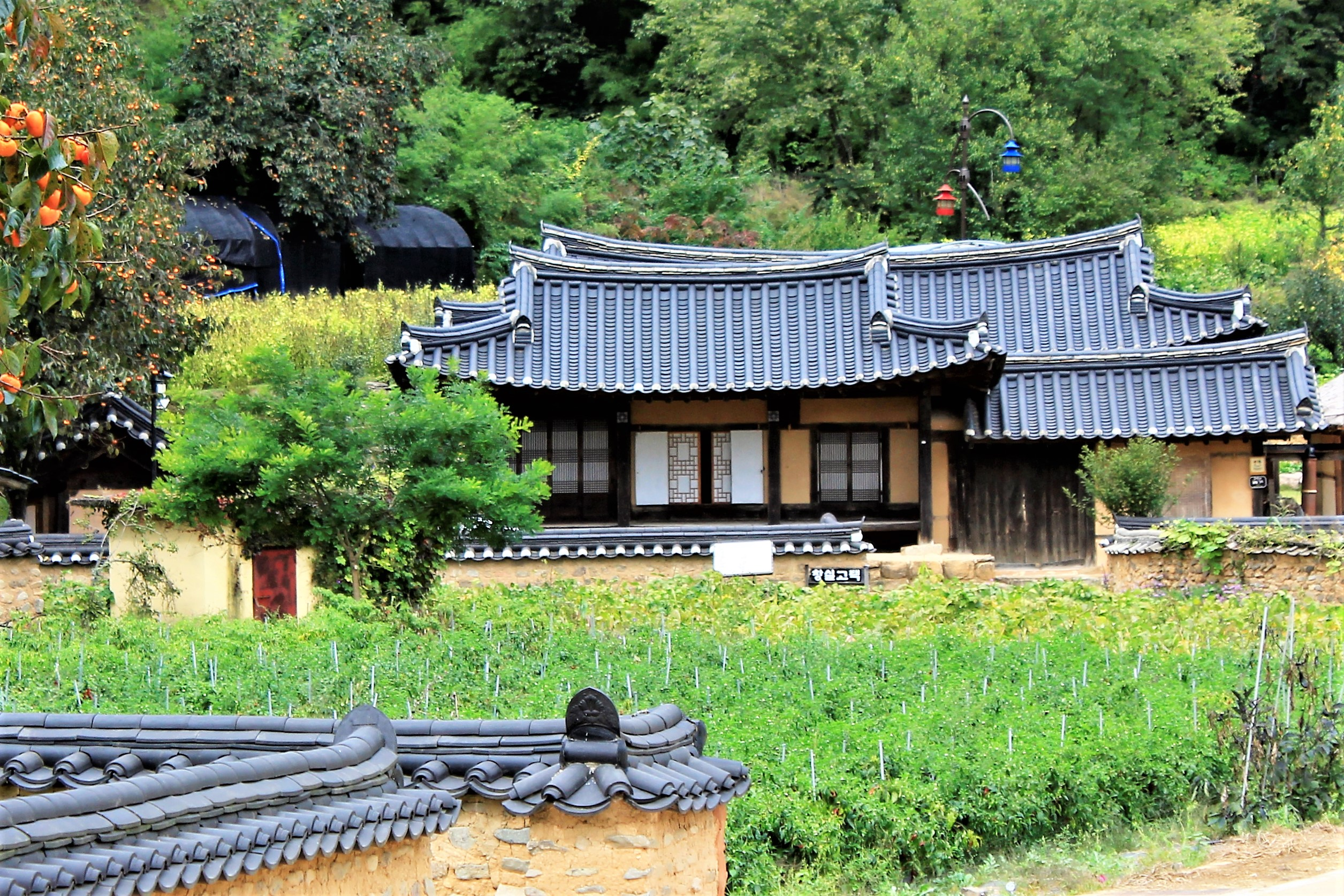
Дом в традиционном чосонском стиле
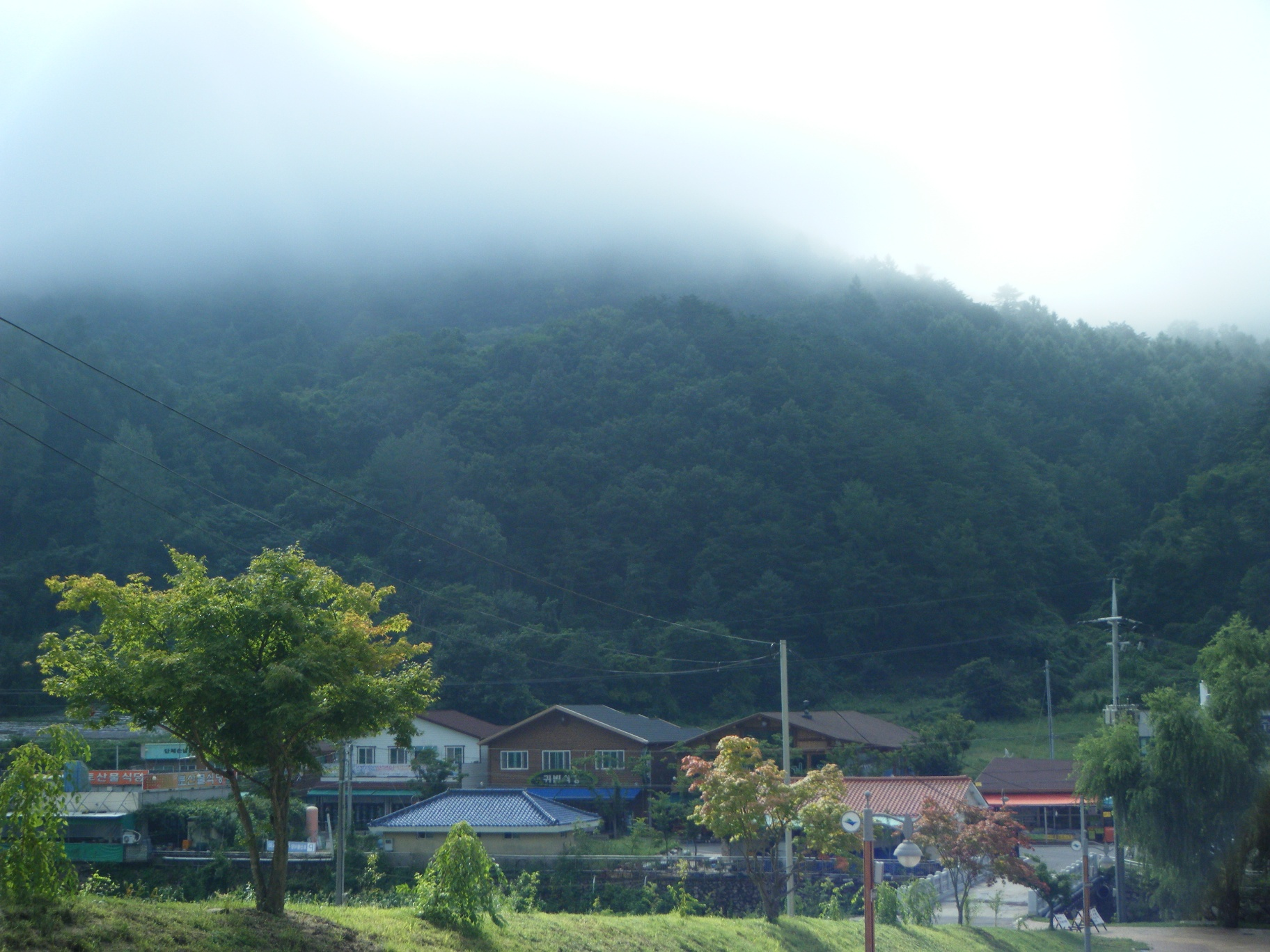
Будон-мён
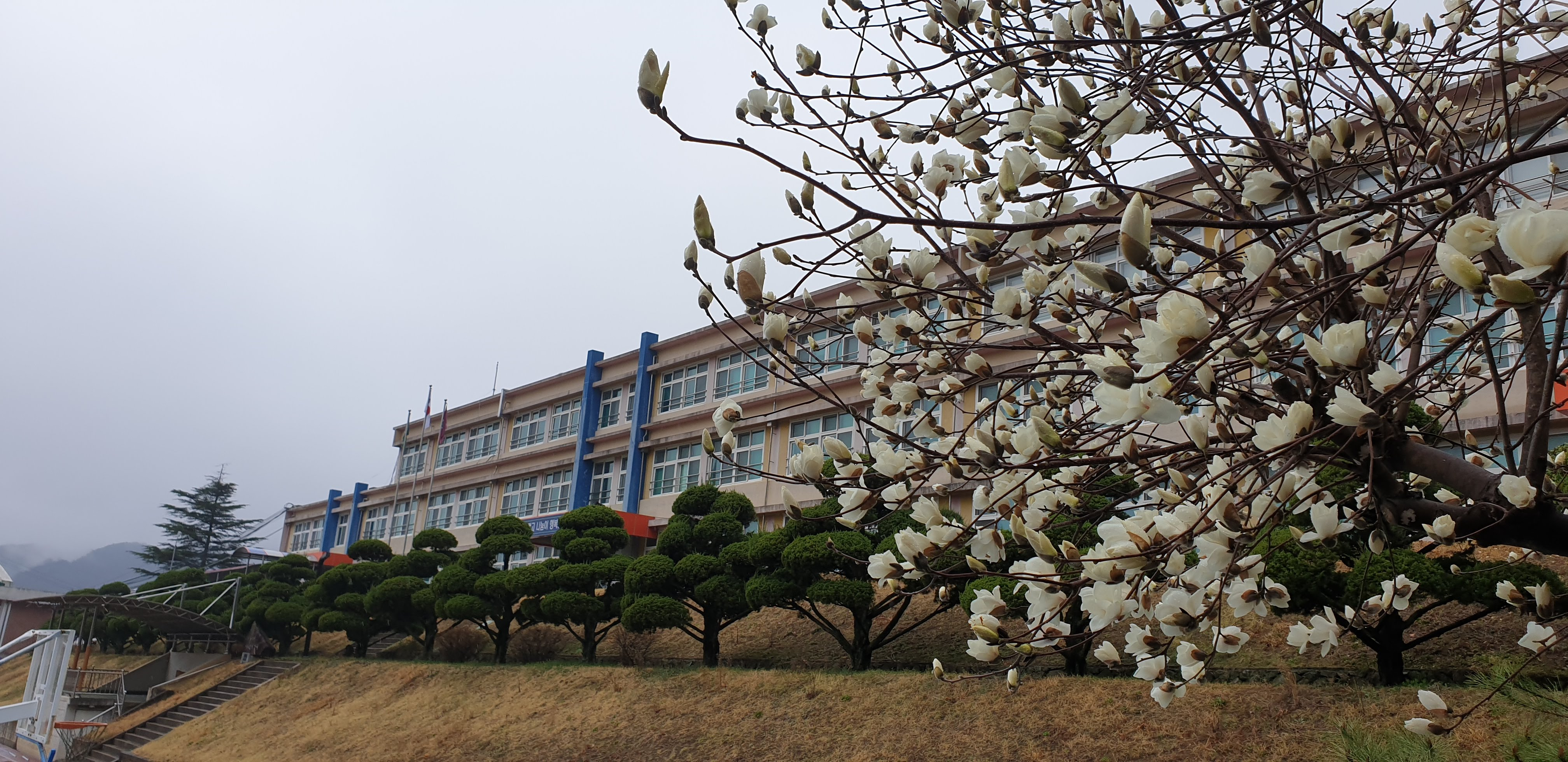
Средняя школа в Чхонсоне

Округ-побратим: Суцянь (КНР)